# Teucholabis (Teucholabis) idiophallus
Teucholabis (Teucholabis) idiophallus is een tweevleugelige uit de familie steltmuggen (Limoniidae). De soort komt voor in het Neotropisch gebied.